# Wścieklica płatkorożna
Wścieklica płatkorożna (Myrmica lobicornis) – gatunek mrówek z podrodziny Myrmicinae.

## Charakterystyka
Długość ciała robotnic wynosi od 4,0 do 5,0 mm. Ciało zwykle dwubarwne: rudobrązowy tułów i ciemniejsze głowa i odwłok, czasem całe ciemnobrązowe.

## Występowanie
Gatunek borealno-górski, najczęstszy w lasach iglastych, spotykany też w lasach mieszanych, na łąkach i pastwiskach, często na stanowiskach kserotermicznych. Gniazduje w glebie, mchu i pod kamieniami. Tworzy kolonie monogyniczne, liczące do kilkuset robotnic. Mrówki nieagresywne. Lot godowy odbywają w lipcu i sierpniu. Gatunek niezbyt częsty, ale występujący na terenie całej Polski.

## Podgatunki
U wścieklicy płatkorożnej wyodrębniono 3 podgatunki
- Myrmica lobicornis brunescens Karavaiev, 1929
- Myrmica lobicornis foreliella Arnol'di, 1976
- Myrmica lobicornis lobicornis Nylander, 1846